# Pertrechos

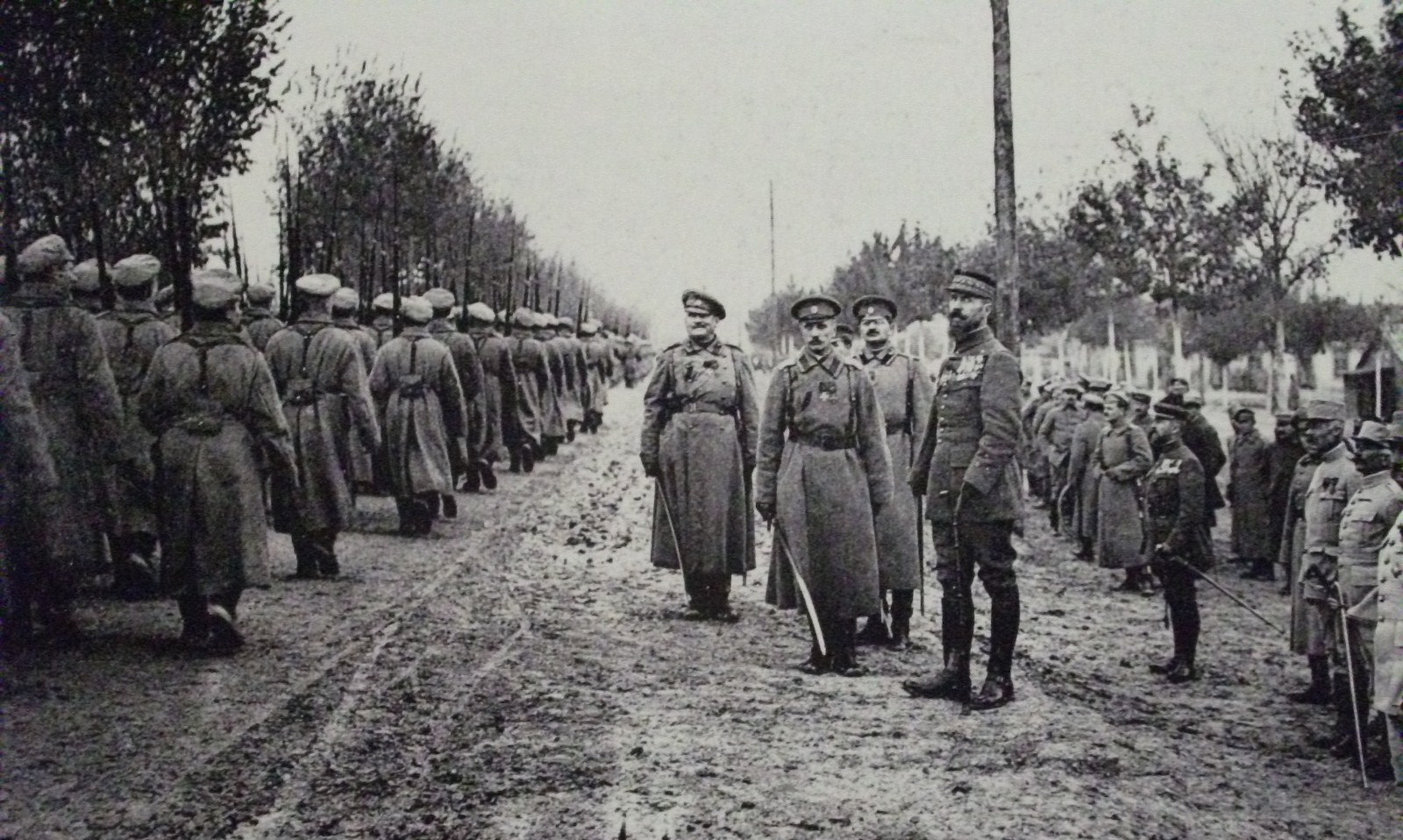
Tropas rusas desfilan frente al comandante, octubre de 1916

Los pertrechos (del latín pertractum) son el equipo personal de servicio de grupos como soldados, marinos, policía, bomberos y empleados de algunas organizaciones privadas, como los guardias de seguridad, adicionales al uniforme básico.
Los pertrechos pueden estar pensados para labores de campo, guarnición o puramente ceremoniales. La mayoría de los pertrechos para uso de campo son eminentemente prácticos en su naturaleza. 
Los pertrechos ceremoniales puede que no tengan un propósito práctico en las operaciones modernas, pero suelen conservarse para mantener tradiciones. Los pertrechos de guarnición varían en su utilidad e incluyen objetos tanto prácticos como ceremoniales o tradicionales.
Algunos pertrechos tales como los lanyards, tienen un propósito práctico, pero también ceremonial. En estos casos, un objeto distinto puede ser usado como guarnición o en ocasiones ceremoniales al que se usa en el campo. Por ejemplo, en el ejército australiano, distintas unidades usan distintos lanyards de color con su uniforme de gala o ceremonial, pero todos usan unos de color fibra natural para portar la pistola en el campo.